# 毛枝台中荚蒾
毛枝台中荚蒾（学名：Viburnum formosanum var. pubigerum）为五福花科荚蒾属红子荚蒾的变种。分布在中国大陆的广东、江西、湖南等地，生长于海拔130米至1,000米的地区，多生长在山谷溪涧旁疏林、密林中以及林缘灌丛中，目前尚未由人工引种栽培。

## 别名
毛枝光萼荚蒾（植物分类学报）